# Eccellenza Calabria 1996-1997
Il campionato italiano di calcio di Eccellenza regionale 1996-1997 è stato il sesto organizzato in Italia. Rappresenta il sesto livello del calcio italiano.
Questo è il campionato della Calabria, gestito dal Comitato Regionale Calabria; è costituito da un girone all'italiana, che ospita 16 squadre.

## Squadre partecipanti
- A.S. Bagaladi, Bagaladi (RC)
- A.C. Bagnarese, Bagnara Calabra (RC)
- A.S. Cittanova, Cittanova (RC)
- A.S. Cutro, Cutro (KR)
- Dipignano Calcio, Dipignano (CS)
- Gioiese, Gioia Tauro (RC)
- F.C. Jonica, Siderno, Siderno (RC)
- La Sportiva Cariatese, Cariati (CS)
- A.C. Nuova Melito, Melito di Porto Salvo (RC)

- U.S. Palmese 1912, Palmi (RC)
- U.S.D. Paolana, Paola (CS)
- A.S.D. S.S. Rende, Rende (CS)
- U.S. Santa Maria, Santa Maria di Catanzaro
- Pol. Torretta, Crucoli (KR)
- A.S.C. Tropea, Tropea (VV)
- A.S.D. Villese Calcio, Villa San Giovanni (RC)

## Classifica finale
|  | Pos. | Squadra               | Pt | G  | V  | N  | P  | GF | GS | DR  |
|  | ---- | --------------------- | -- | -- | -- | -- | -- | -- | -- | --- |
|  | 1.   | Rende                 | 68 | 30 | 20 | 8  | 2  | 55 | 16 | +39 |
|  | 2.   | Villese               | 61 | 30 | 18 | 7  | 5  | 36 | 15 | +21 |
|  | 3.   | Jonica                | 60 | 30 | 17 | 9  | 4  | 42 | 16 | +26 |
|  | 4.   | La Sportiva Cariatese | 52 | 30 | 14 | 10 | 6  | 40 | 27 | +13 |
|  | 5.   | Bagaladi              | 47 | 30 | 14 | 5  | 11 | 37 | 29 | +8  |
|  | 6.   | Cittanova             | 44 | 30 | 10 | 14 | 6  | 36 | 30 | +6  |
|  | 7.   | Tropea                | 43 | 30 | 11 | 10 | 9  | 37 | 32 | +5  |
|  | 8.   | Dipignano             | 41 | 30 | 12 | 5  | 13 | 34 | 29 | +5  |
|  | 9.   | Torretta              | 41 | 30 | 11 | 8  | 11 | 40 | 49 | -9  |
|  | 10.  | Bagnarese             | 36 | 30 | 10 | 6  | 14 | 36 | 48 | -12 |
|  | 11.  | Cutro                 | 34 | 30 | 9  | 7  | 14 | 33 | 41 | -8  |
|  | 12.  | Santa Maria Catanzaro | 31 | 30 | 8  | 7  | 15 | 30 | 44 | -14 |
|  | 13.  | Nuova Melito          | 31 | 30 | 7  | 10 | 13 | 23 | 34 | -11 |
|  | 14.  | Gioiese               | 29 | 30 | 7  | 8  | 15 | 31 | 48 | -17 |
|  | 15.  | Paolana               | 23 | 30 | 6  | 5  | 19 | 28 | 49 | -21 |
|  | 16.  | Palmese               | 16 | 30 | 3  | 7  | 20 | 16 | 47 | -31 |

- Paolana e Gioiese retrocesse in Promozione, sono state successivamente riammesse.